# 李宏基 (主教)
李宏基（英語：Peter Lei Wang-kei，1922年3月29日—1974年7月23日），1973年出任天主教香港教區署理主教，後來正式出任天主教香港教區主教（1973年－1974年）。
李宏基1922年3月29日生於廣州，1945年－1952年在香港仔華南總修院攻讀神哲學課程。1952年7月6日晉升為神父，隨後在西貢小修院任教。1961年任聖神修院副院長，李宏基曾任香港聖母無原罪主教座堂主任司鐸（1961年－1968年、1970年－1971年），1968年－1969年任香港仔聖伯多祿堂主任司鐸。
在1969年，李宏基被被委任為香港教區副主教，並任聖神修院院長。其後在1971年7月3日，李宏基被擢升為香港教區輔理主教，並在1971年9月8日祝聖為主教。1973年徐誠斌主教因心臟病去世，李宏基被任命為香港教區署理主教，其後在被教廷委任他為香港教區主教，1974年4月22日在香港聖母無原罪主教座堂舉行就職典禮。李宏基於1974年7月23日上午9時許突感胸口劇痛，由堅道主教座堂一位神父伴往聖保祿醫院，惟李旋即於10時45分因突發心臟病在醫院逝世，終年52歲。

李宏基主教牧徽

## 資料來源
1. ↑  . 公教報. 1988-08-05.
2. 1 2 3 4  . 工商日報. 1974年7月24日: 第一頁.（繁體中文）

| 前任： 徐誠斌主教 | 香港教區主教 1973年－1974年 | 香港教區主教 1973年－1974年 | 繼任： 胡振中樞機 |